# Josep Ball i Armengol
Josep Ball y Armengol (Agramunt, España, 11 de agosto de 1920 - 29 de noviembre de 2003) fue un político e ingeniero de español. Estudió en la Escuela Pía de Barcelona y se licencia como ingeniero técnico agrícola en la Escuela Superior de Agricultura de Barcelona en 1950, donde se especializó en explotaciones agropecuarias. Fue secretario (1968) y después presidente (1972-1976) del colegio de Ingenieros Técnicos y Peritos Agrícolas de Lérida, miembro del Patronato Politécnico de la Escuela de Agricultura y vocal del Patronato Universitario de Lérida. Fue técnico en valoraciones de ENHER y vocal de DEPANA (Defensa del Patrimonio Natural).
Desde el punto de vista político y cultural, fue miembro de la Sociedad Catalana de Prehistoria y Arqueología, de Òmnium Cultural y de la Asamblea Intercomarcal de Estudios de Cataluña. Promocionó la Escuela Haz-Espiga de Lérida. Ha publicado diversos trabajos sobre la zona arqueológica de Agramunt. en las elecciones generales españolas de 1977 fue elegido senador por la provincia de Lérida por el Entesa dels Catalans. Posteriormente, como miembro del PSC-PSOE repitió como senador en las elecciones generales españolas de 1979 y 1982. Dejó el cargo el 1986.

## Obras
- Túmulos funerarios de la comarca de Agramunt (1968)